# Alkhrroub
Alkhrroub (franska: Alkhrroub (CR), Alkhrroub (Commune Rurale), arabiska: مركز زومي) är en kommun i Marocko.   Den ligger i provinsen Tétouan och regionen Tanger-Tétouan-Al Hoceïma, i den norra delen av landet, 190 km nordost om huvudstaden Rabat. Antalet invånare är 3 018.